# Micrurus annellatus
La coral anillada (Micrurus annellatus) es una especie de serpiente venenosa de la familia Elapidae. Se distribuye por América del Sur. Existen tres subespecies, incluyendo la subespecie nominal que se describe aquí.

## Descripción
M. annellatus puede alcanzar una longitud de 70 cm, aunque en general mide entre 45 y 60 cm. Existen variaciones en la coloración de las subespecies: azul oscuro a negro, con anillos estrechos de color blanco, amarillo, azul claro (M. a. annellatus), o rojo oscuro (M. a. balzani). Ejemplares tricolores son de color negro, rojo y amarillo y los patrones de color no ocurren en "tríadas".

## Distribución y hábitat
M. annellatus es nativo del sudeste de Ecuador, Perú oriental, Bolivia y el oeste de Brasil.  
Habita principalmente los bosques húmedos montanos y bosques nublados en elevaciones que van de 300 hasta 2000 m s. n. m.

## Subespecies
Se distinguen las siguientes subespecies:
- Micrurus annellatus annellatus (Peters, 1871)
- Micrurus annellatus balzanii (Boulenger, 1898)
- Micrurus annellatus bolivianus (Roze, 1967)